# Cleveland Cavaliers 1974-1975
La stagione 1974-75 dei Cleveland Cavaliers fu la 5ª nella NBA per la franchigia.
I Cleveland Cavaliers arrivarono terzi nella Central Division della Eastern Conference con un record di 40-42, non qualificandosi per i play-off.

## Roster
| N° | Naz.                   | Ruolo | Sportivo        | Anno | Alt. | Peso |
| -- | ---------------------- | ----- | --------------- | ---- | ---- | ---- |
| 7  | Stati Uniti (bandiera) | GA    | Bingo Smith     | 1946 | 196  | 88   |
| 10 | Stati Uniti (bandiera) | GA    | Dick Snyder     | 1944 | 196  | 94   |
| 14 | Stati Uniti (bandiera) | G     | Foots Walker    | 1951 | 183  | 78   |
| 20 | Stati Uniti (bandiera) | A     | Campy Russell   | 1952 | 203  | 98   |
| 22 | Stati Uniti (bandiera) | AC    | Jim Chones      | 1949 | 211  | 100  |
| 24 | Stati Uniti (bandiera) | A     | Fred Foster     | 1946 | 196  | 95   |
| 34 | Stati Uniti (bandiera) | G     | Austin Carr     | 1948 | 193  | 91   |
| 35 | Stati Uniti (bandiera) | G     | Jim Cleamons    | 1949 | 191  | 84   |
| 42 | Stati Uniti (bandiera) | A     | Dwight Davis    | 1949 | 203  | 100  |
| 44 | Stati Uniti (bandiera) | C     | Luke Witte      | 1950 | 213  | 107  |
| 50 | Stati Uniti (bandiera) | C     | Steve Patterson | 1948 | 206  | 102  |
| 52 | Stati Uniti (bandiera) | AC    | Jim Brewer      | 1951 | 206  | 95   |

## Staff tecnico
- Allenatore: Bill Fitch
- Vice-allenatore: Jimmy Rodgers